# Frederic de Verdun
Frederic de Verdun fou un comte de la casa de les Ardenes. Era fill de Godofreu el Captiu i de Matilde de Saxónia (de la família dels Billúngides)
Godofreu I de Verdun, comte de les Ardenes i Verdun conegut com el Captiu, va morir el 1002 i el va succeir el seu fill Godofreu II de Verdun. Quan el 1012 aquest darrer fou nomenat duc com a Godofreu I de Baixa Lotaríngia, va cedir els comtats al seu germà Frederic.
No se sap qui fou la seva esposa però era considerada hereva dels drets al comtat de Verdun i doncs, possiblement filla d'Otó de Verdun (més conegut com a Otó de Lotaríngia i neta de Ricuí de Verdun.
Va morir el 6 de gener de 1022 deixant una filla, Sofia de Verdun (+ 1078), senyora de Bricy (a l'Orleanès), i el va succeir el seu germà Herman de Verdun.